# Premio Compasso d'oro 2011
Il premio Compasso d'oro 2011 è stata la 22ª edizione della cerimonia di consegna del premio Compasso d'oro.

## Giuria
La giuria era composta da:
- Arturo Dell'Acqua Bellavitis
- Chantal Clavier Hamaide
- Umberto Croppi
- Guto Indio Da Costa
- Pierre Keller
- Cecilie Manz
- Clive Roux
- Shiling Zheng

## Premiazioni

### Compasso d'oro
| Designer                                                                                        | Prodotto                                                                                        | Azienda                                               | Immagine |
| ----------------------------------------------------------------------------------------------- | ----------------------------------------------------------------------------------------------- | ----------------------------------------------------- | -------- |
| Progettisti e Artigiani vari, tra cui Palomba Serafini Associati e Angelo Figus                 | Domo - XIX Biennale dell'Artigianato sardo,                                                     | Ilisso Edizioni                                       |          |
| Stefano Maffei, Paola Bertola, Massimo Bianchini, Beatrice Villari, Dipartimento INDACO         | DRM Design Research Maps, Ricerca scientifica                                                   | Politecnico di Milano, Rete SDI SISTEMA DESIGN ITALIA |          |
| Brian Sironi                                                                                    | Elica, Lampada da tavolo a LED                                                                  | Martinelli Luce                                       |          |
|                                                                                                 | Fiat 500, vettura                                                                               | Fiat Group Automobiles                                |          |
| Odoardo Fioravanti                                                                              | Frida, sedia in legno                                                                           | Pedrali                                               |          |
| Francisco Gomez Paz e Paolo Rizzatto,                                                           | Hope, Lampada a sospensione,                                                                    | Luceplan                                              |          |
| Palomba Serafini Associati                                                                      | Lab 03, Lavabo d'arredo,                                                                        | Kos                                                   |          |
| Zup Associati (Marco Fagioli, Andrea Medri, Lucia Roscini)                                      | Multiverso. Icograda Design Week Torino 2008, Progetto di identità e comunicazione dell'evento, | AIAP, Icograda                                        |          |
| Konstantin Grcic                                                                                | Myto, Sedia a sbalzo,                                                                           | Plank Collezioni                                      |          |
| Tassinari/Vetta – Leonardo Sonnoli e Paolo Tassinari                                            | Napoli Teatro Festival Italia, Identità Visiva Del Festival Teatrale Internazionale,            | Fondazione Campania Dei Festival                      |          |
| Simon Pengelly                                                                                  | Nuur, Sistema di tavoli,                                                                        | Arper                                                 |          |
| Patrick Jouin Per Alain Ducasse                                                                 | Pasta Pot, Pentola per la cottura della pasta,                                                  | Alessi                                                |          |
| N!03 Con Stefano Vellano, Luigi Martini, Comitato nazionale per le celebrazioni del centenario, | Rossa. Immagine e comunicazione del lavoro 1848-2006, Mostra multimediale interattiva           | CGIL                                                  |          |
| Jonathan Olivares                                                                               | Smith, Contenitore multifunzionale trasportabile,                                               | Danese                                                |          |
| Ronan & Erwan Bouroullec                                                                        | Steelwood Chair, Seduta,                                                                        | Magis                                                 |          |
| Hangar Design Group, Movit                                                                      | Sunset, Casa mobile,                                                                            | Pircher Oberland                                      |          |
| Alberto Meda                                                                                    | eak Table, Tavolo pieghevole                                                                    | Alias                                                 |          |
| David Chipperfield                                                                              | Tonale, Servizio da tavola,                                                                     | Alessi                                                |          |
| Jean-Marie Massaud                                                                              | Yale, Sistema di divani e poltrone                                                              | Mdf Italia                                            |          |

### Compasso d'oro alla carriera
- Cini Boeri
- Antonia Campi
- Walter De Silva
- Piera Gandini
- Giancarlo Iliprandi
- Enzo Mari
- Giotto Stoppino
- Politecnico di Milano
- Unifor

### Compasso d'Oro Internazionale
- François Burkhardt
- Toshiyuki Kita
- Ingo Maurer

### Premio speciale per il design dei servizi
- Slow Food